# José Cubiles

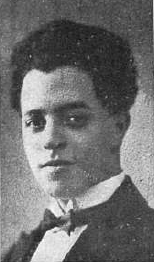
José Cubiles

José Antonio Cubiles Ramos (Cádiz, 15 mei 1894 - Madrid, 5 april 1971) was een Spaans pianist, dirigent en leraar.

## Levensloop
Toen hij amper vijf was, werden de muzikale gaven van Cubiles duidelijk. Zijn eerste studiejaren bracht hij door onder de leiding van Rafaele Tomasetti, directeur van het Muziekconservatorium Santa Cecilia in Cadix). Toen hij elf werd ging hij studeren aan het Koninklijk Conservatorium van Madrid. Hij had er als voornaamste leraar Pilar Fernández de la Mora. Toen hij vijftien werd, ontving hij de Premio Extraordinario toegekend door de Círculo de Bellas Artes. In 1911 won hij de eerste prijs aan het Conservatorium. Hij studeerde verder aan het Conservatoire de Paris bij Louis Diémer. Hij studeerde af in 1914 met opnieuw een eerste prijs en hij ontving een gouden medaille en een vleugelpiano Pleyel.

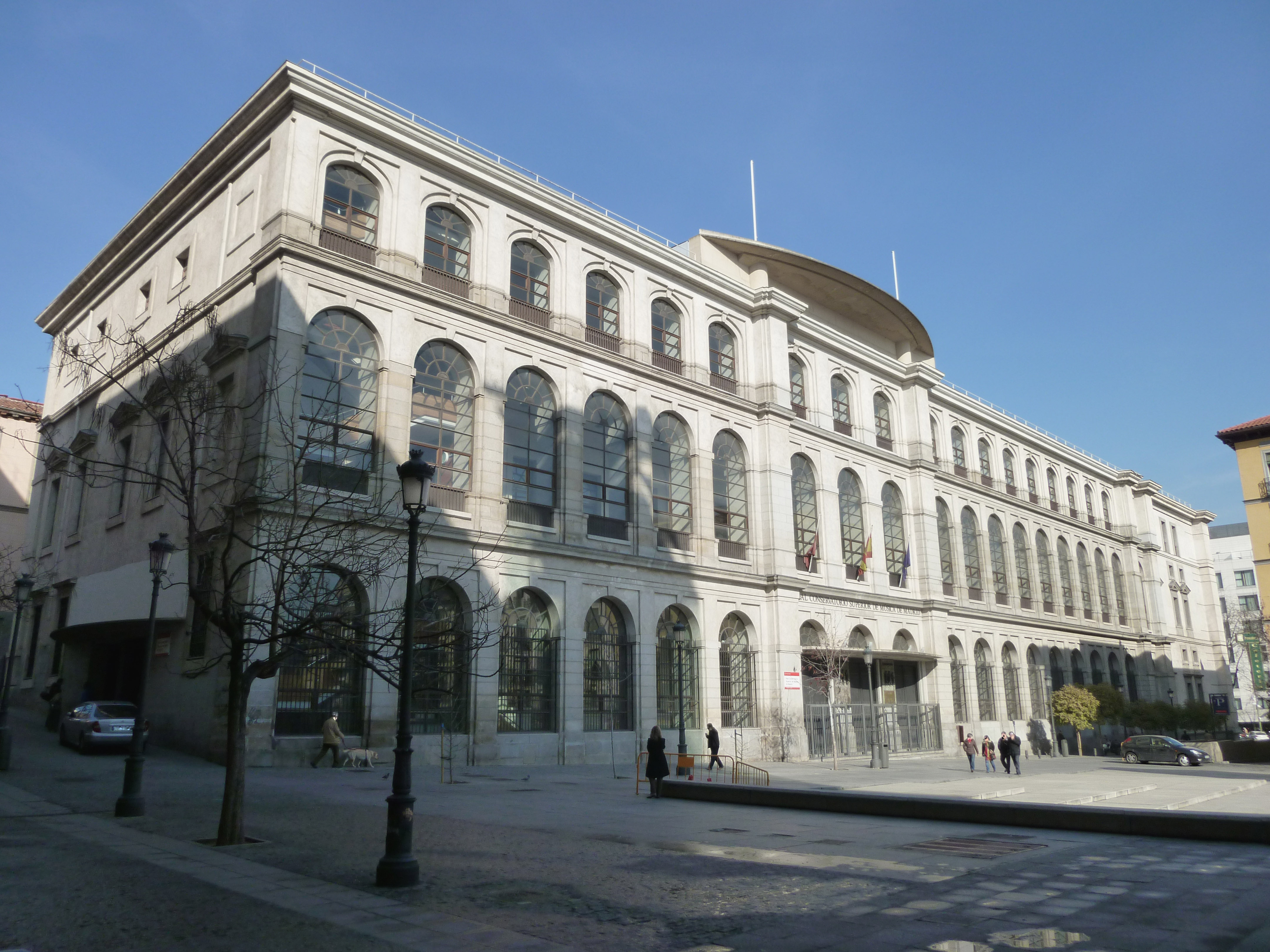
Koninklijk Conservatorium Madrid

In 1916 werd hij leraar aan het conservatorium van Madrid. Hij stichtte er een trio met cellist Juan Ruiz Casaux en violist Fernández Ortiz. Hij trok door de Verenigde Staten en Canada als begeleider van de violist Manuel Quiroga. Hij speelde ook in kamerorkesten met onder meer Jacques Thibaud, Paul Kochanski en Gaspar Cassadó. Hij kreeg bekendheid als vertolkers van Spaanse componisten zoals Isaac Albéniz, Enrique Granados, Joaquín Turina en Manuel de Falla. Daarnaast vertolkte hij veel werk van Frédéric Chopin, César Franck, Claude Debussy en Maurice Ravel.
José Cubiles vertolkte in 1916 in wereldpremière in het Koninklijk Theater van Madrid het werk van de Falla voor piano en orkest Nachten in Spaanse Tuinen, samen met het symfonieorkest van Madrid, gedirigeerd door Enrique Fernández Arbós
In datzelfde jaar, toen Igor Stravinsky naar Spanje kwam om er zijn balletten De Vuurvogel en Petroeshka te presenteren, speelde Cubiles de moeilijk pianopartij in Petroeschka.
Vanaf 1920 gaf Cubiles talrijke recitals, doorheen Europa en het Verenigd Koninkrijk. Hij trad ook vaak op met orkesten, onder de leiding van Ernest Ansermet, Carl Schuricht en Paul Paray. Hij dirigeerde zelf, vooral de voornaamste Spaanse orkesten, terwijl hij zelf vaak achter de piano zat.

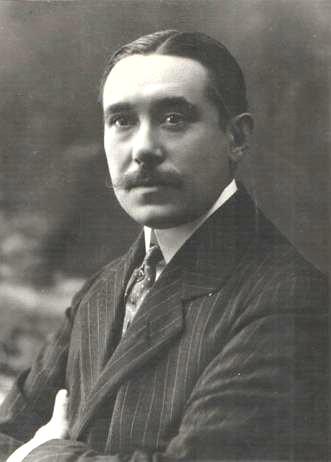
Joaquín Turina

De meeste werken voor piano van Joaquín Turina speelde hij in première. Sommige werden door de componist aan hem opgedragen.
In 1926 werd hij leraar in de hogere cyclus van het Madrileense conservatorium. Hij werd directeur van het conservatorium (1962-1964).
Hij volgde Enrique Fernández Arbós op als lid van de Koninklijke Academie voor Schone Kunsten. Hij werd ook lid van de Academie van de Heilige Isabella van Hongarije in Sevilla en van de Spaans-Amerikaanse Academie in Cádiz.

## Voetnoten
1. ↑  Real Conservatorio Profesional de Música de "Manuel de Falla" de Cádiz
2. 1 2 3 4  Grove's Dictionary of Music and Musicians, 5th ed. (1954), Vol. II, p. 556
3. ↑  Carol A Hess, Manuel de Falla and Modernism in Spain, 1898-1936, p. 98

- Biblioteca Nacional de España: XX875103
- Bibliothèque nationale de France: cb13926841s (data)
- Gemeinsame Normdatei: 1085162052
- International Standard Name Identifier: 0000 0001 1652 1300
- Library of Congress Control Number: n98094085
- MusicBrainz: cb6bf311-4e76-4a6c-bba4-9ec2b406199f
- Système universitaire de documentation: 177207302
- Virtual International Authority File: 87736108